# Hans-Joachim Preil

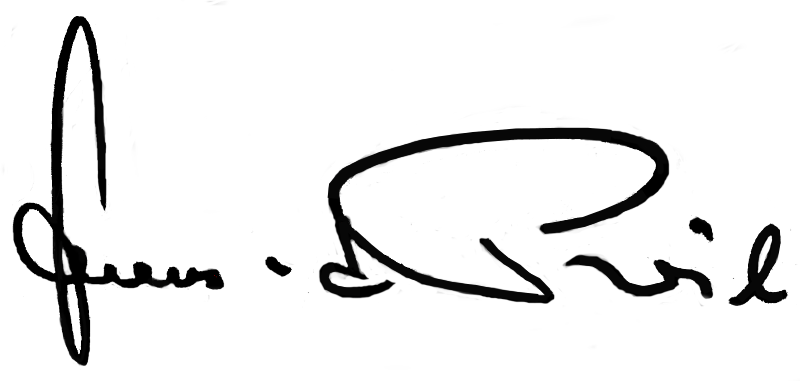
Unterschrift Hans-Joachim Preil (Autogramm) deutscher Theaterautor

Hans-Joachim Preil (* 26. Juni 1923 in Köslin, Provinz Pommern; † 2. November 1999 in Berlin) war ein deutscher Theaterautor, Regisseur und Komiker. Er war Teil des Komikerduos Herricht & Preil.

## Leben

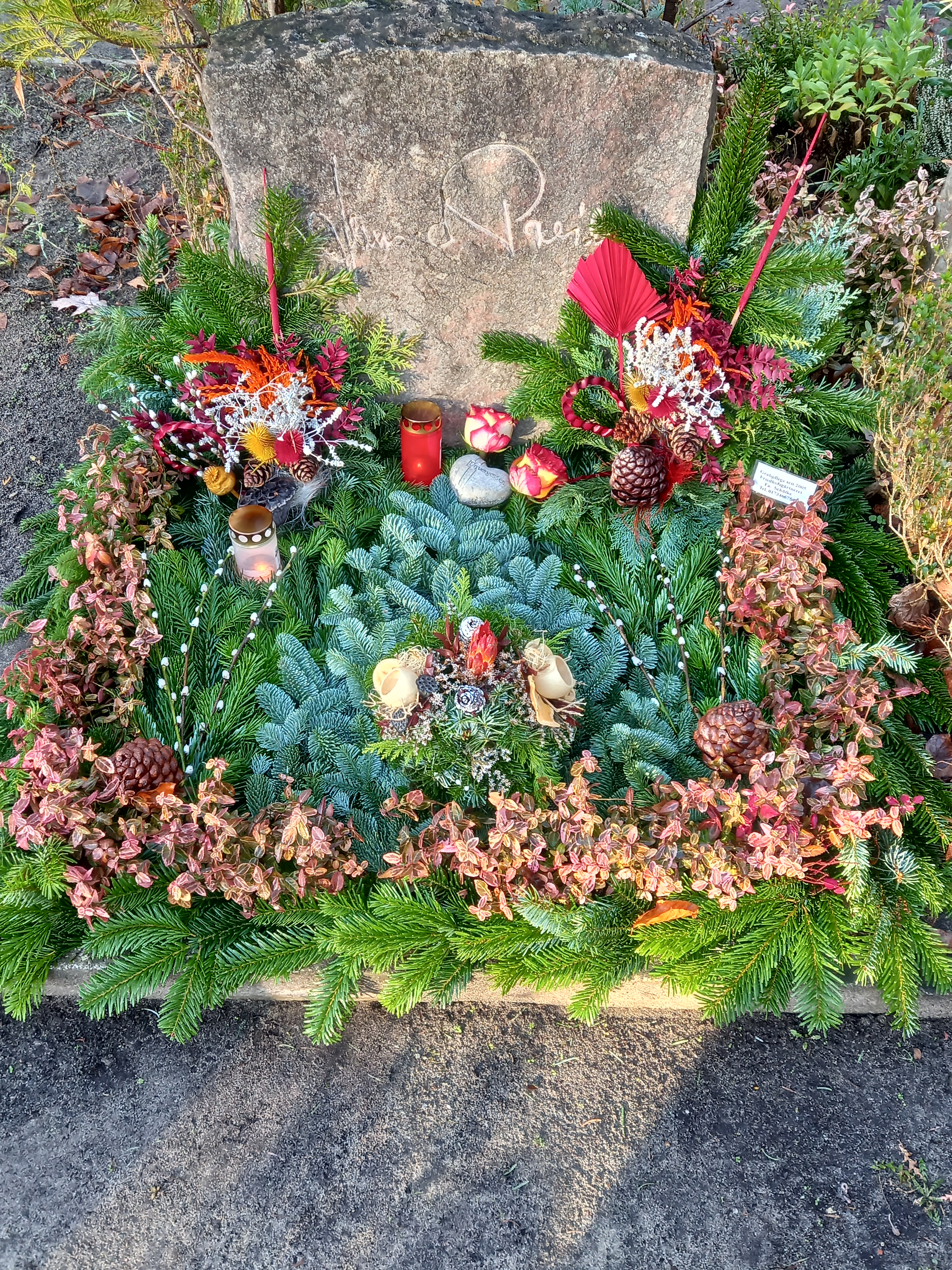
Das Grab von Hans-Joachim Preil auf dem Waldfriedhof Oberschöneweide

Hans-Joachim Preil war ein Neffe des sächsischen Humoristen und Volkssängers Arthur Preil. Er begann 1939 eine Ausbildung an der Schauspielschule in Berlin und war in der Folge an verschiedenen Theatern in Quedlinburg, Aschersleben, Bernburg (Saale) und Magdeburg engagiert. Er war Oberspielleiter in Bernburg und Magdeburg, bevor er 1961 von Magdeburg nach Berlin zog und in Babelsberg als Regieassistent tätig wurde.
Preil erlangte in der DDR große Popularität durch die Sketchpartnerschaft mit Rolf Herricht. Ihre erste Begegnung fand 1951 in Bernburg statt, ihr erster gemeinsam aufgeführter Sketch (Die Schachpartie) folgte 1953. Zwei Jahrzehnte lang – bis 1978 – führten sie gemeinsame Sketche auf, die Preil geschrieben hatte. Preil selbst übernahm dabei stets die belehrende Rolle und Herricht spielte den Naiven, dessen empörter Einwurf „Aber, Herr Preil!“ legendär wurde.
Am 13. Mai 1977 erhielt Preil den Kunstpreis der DDR. Im Jahre 1988 wurde er mit dem Vaterländischen Verdienstorden in Silber ausgezeichnet.
Er moderierte 1993 die Rundfunksendung Preil um elf auf Berlin Hundert,6.
Preil war insgesamt fünfmal verheiratet und hatte drei Töchter. Seine erste Frau war Krankenschwester in dem Lazarett, wo er schwer verwundet lag. Mit seiner zweiten Frau Ursula Wilhelm aus Quedlinburg hatte er zwei Töchter, Barbara (genannt Bärbel) und Gabriele, die jedoch schon kurz nach der Geburt starb. Barbara arbeitet heute als Heilpädagogin. Seine vierte Frau war zwanzig Jahre lang das DDR-Mannequin Margitta Lüder-Preil. Im Jahr 1988 ging Preil seine fünfte Ehe mit Bärbel ein. Sie war eine Krankenschwester, die deutlich jünger war als er. Die beiden hatten sich über die neue Liebe seiner vierten Ehefrau, den Anästhesisten im Krankenhaus, in dem Preil operiert wurde, kennengelernt. Sie zogen 1989 in den Süden Berlins.
Seine Tochter Martina-Maria Preil ist Sängerin und ebenfalls Komikerin. Preil sei nicht begeistert gewesen, als sie sich entschied, Sängerin zu werden. Er wollte, dass sie einen „anständigen Beruf“ lernt, dem sie letztlich auch nachging. Im Rundfunk der DDR lernte Martina-Maria Preil den Beruf der Tontechnikerin. Heute ist sie mit verschiedenen eigenen Programmen auf den Bühnen Berlins zu sehen.
Preils Grabstätte befindet sich auf dem Städtischen Waldfriedhof in Berlin-Oberschöneweide.

## Theater
Inszenierungen, Regie
Schwänke
- 1969: Tolle Tage
- 1983–1989: Ferienheim Bergkristall

Theaterstücke
- 1960: 2 x Madeleine
- 1963: Kontrapunkt der Liebe
- 1980: Ja, so ein Mann bin ich! (Presse-Kritikerpreis für Autor und Regisseur Preil)

## Filmografie
Darsteller
- 1960/61: Moabiter Miniaturen (TV-Serie)
- 1961: Bodo Baddys bunte Bühne (TV)
- 1961: Mord an Rathenau (TV-Film)
- 1961: Das Stacheltier – Mit der NATO durch die Wand (TV-Film)
- 1961: Justizmord (TV-Film)
- 1961: Der Tag des Ludger Snoerrebrod (TV-Film)
- 1961: Geheime Front durchbrochen (TV-Film)
- 1962: Tempel des Satans (Krimi-Miniserie)
- 1962: Hulla di Bulla (TV-Film)
- 1962: Kubinke (TV-Film)
- 1962: Spuk (TV-Film)
- 1962: Der tolle Tag (TV-Film)
- 1962: Eva und der neue Adam (TV-Film)
- 1962: Geheime Fäden (TV-Film)
- 1963: Der arme Jonathan (TV-Film)
- 1963: Der Talisman (TV-Film)
- 1963: Blaulicht: Wunder wiederholen sich nicht (TV-Reihe)
- 1964: Der Fächer der Madame da Pompadour (TV-Film)
- 1964: Hör mir auf mit Fernsehn! (TV-Film)
- 1964: Ein Mann für meine Frau (TV-Film)
- 1964: Einer steht im Weg (TV-Film)
- 1965: Schlafwagen Paris–München (TV-Krimi)
- 1965: Aktion Glücksschwein
- 1965/1990: Wenn du groß bist, lieber Adam
- 1965: Die kriminelle Hochzeitsnacht
- 1966: Pierre und Isabel (Fernsehtheater Moritzburg)
- 1966: Blaulicht: Maskenball (TV-Reihe)
- 1966/2009: Hände hoch oder ich schieße
- 1967: Hannes Scharf
- 1967: Meine Freundin Sybille
- 1967: Der Staatsanwalt hat das Wort: Busliesel (TV-Reihe)
- 1969: Die Rosenholzmöbel
- 1970: Unser Haus steht Kopp
- 1971: Pygmalion XII (TV-Krimi)
- 1971: Salut Germain
- 1973: Mit Lutz und Liebe (TV-Reihe)
- 1974: Alle Haare wieder
- 1976: Irrtum ausgeschlossen (Fernsehschwank)
- 1976: Der Staatsanwalt hat das Wort (TV-Reihe)
- 1977: DEFA Disko 77
- 1977: Pension Schöller (Fernsehtheater Moritzburg)
- 1978: Ich bin nicht meine Tante (Fernsehschwank)
- 1979: Kleine Fische
- 1979: Kille, kille Händchen
- 1979: Die Rache des Kapitäns Mitchell (TV)
- 1980: Der Keiler vom Keilsberg (Fernsehschwank)
- 1980: Niemand liebt dich – wieso ich?
- 1981: Martin XIII.
- 1982: Schöne Aussichten (Fernsehschwank)
- 1983: Der Angler auf dem Dach (TV-Film)
- 1986–1989: Ferienheim Bergkristall (drei Folgen)
- 1986: Richter in eigener Sache (TV-Film)

Regie
- 1960: Die schöne Lurette (Regieassistenz)
- 1961: Der Arzt von Bothenow (Regieassistenz)
- 1961: Modell Bertha
- 1963: Kontrapunkt der Liebe
- 1965: Ja, die Familie!
- 1966: Hat Adam Riese sich verrechnet?
- 1966: Frühstück mit Julia
- 1966: Der Ehedoktor
- 1967: Schönes Weekend, Mister Bennett!
- 1968–1985: Da liegt Musike drin (einige Folgen)
- 1970: Die doppelte Nachtigall
- 1979: Tatzeit 19.00 Uhr
- 1980: Ja, so ein Mann bin ich!
- 1981: Doppelt gebacken
- 1982: Wo gibt’s denn sowas?
- 1983: Haste Töne
- 1983–1989: Ferienheim Bergkristall
- 1985: Die Leute von Züderow (1 Folge)

## Tonträger
- 1963: Schachmatt / Der Schauspieler, Single, LITERA 5 60 080
- 1964: Komiker-Parade darin: Mückentötolin, LP, LITERA 8 60 059
- 1972: Rolf Herricht & Hans-Joachim Preil – Eine Stunde gute Laune, LP, LITERA 8 60 145
- 1973: Rolf Herricht & Hans-Joachim Preil / Rolf Herricht – Ich soll stets die Leute nur zum Lachen bringen / Immer dieser Ärger mit den Kleinen, Single, AMIGA – 4 55 940
- 1976: Rolf Herricht & Hans-Joachim Preil – Eine 2. Stunde gute Laune, LP, LITERA 8 60 226
- 1988: Rolf Herricht & Hans-Joachim Preil – Eine Über-Stunde gute Laune, LP, LITERA 8 60 420

## Hörspiele
- 1964: Fred von Hoerschelmann: Die Saline – Regie: Helmut Hellstorff (Hörspiel – Rundfunk der DDR)

## Publikationen
- Erinnerungen Aber, Herr Preil. Ullstein, Berlin 1994. ISBN 3-548-23420-8
- Mückentötolin. Ullstein, Berlin 1995. ISBN 3-548-23613-8
- Neue Mückenstiche. Ullstein, Berlin 1995. ISBN 3-548-23920-X
- Ferienheim Bergkristall: Silvester fällt aus!. Ullstein-Verlag, Berlin 1997. ISBN 3-548-24139-5
- Ferienheim Bergkristall: Weibergeschichten. Ullstein-Verlag, Berlin 1998. ISBN 3-548-24357-6